# Compsocidae
Compsocidae (лат.) — семейство сеноедов из подотряда Troctomorpha. Насчитывает два современных вида и несколько ископаемых из бирманского янтаря (Мьянма). Современные представители встречаются в Центральной Америке (Мексика, Панама).

## Описание
Усики 13- или 14-члениковые. Имеются лобные швы. Верхушка лацинии с изогнутым наружу латеральным бугорком и с несколькими нечёткими округлыми зубцами. На переднем киле первого бедра имеется ряд зубцов. Лапки 3-члениковые. Коготки с двумя преапикальными зубцами. Птеростигма закрыта в основании. Переднее крыло с жилкой 2А, соединяющейся с 1А. В базальном отделе заднего крыла Rs имеются или отсутствуют. Жилка М неразветвленная. Гонапофизы с наружной створкой глубоко двулопастные. Подгенитальная пластинка с Т-образным склеритом. Фаллосома с дугообразным или срединным линейным эдеагусом и дистально расширенными парамерами. Обитают на коре деревьев.

## Классификация
- Compsocus Banks, 1930[3]
  - Compsocus elegans Banks, N., 1930 — Мексика, Панама
- Electrentomopsis Mockford, 1967[4]
  - Electrentomopsis variegata Mockford, 1967 — Мексика
- †Burmacompsocus Nel & Waller, 2007[5]
  - Burmacompsocus banksi (Cockerell, 1916)[6] (первоначально Psyllipsocus)
  - Burmacompsocus coniugans Sroka & Nel, 2017[7]
  - Burmacompsocus perreaui Nel & Waller, 2007
  - Burmacompsocus pouilloni Ngô-Muller et al., 2020[8]
- †Paraelectrentomopsis Azar, Hakim & Huang, 2016[9]
  - Paraelectrentomopsis chenyangcaii Azar, Hakim & Huang, 2016